# Premio Omar Dengo
El Premio Omar Dengo es el premio otorgado por la Facultad de Filosofía y Letras de Universidad Nacional de Costa Rica mediante la Escuela de Literatura y Ciencias del Lenguaje y el Departamento de Filosofía, a aquellas personas e instituciones, ganadores del Certamen UNA Palabra, que hayan realizado aportes significativos y trascendentes, sea por su obra escrita o por la labor desarrollada, en el área de la educación y del mejoramiento social de Costa Rica.
Lleva el nombre del destacado educador, intelectual y Benemérito de la Patria Omar Dengo Guerrero.